# Gaëtan Dostie
Pour les articles homonymes, voir Dostie.
Gaëtan Dostie (né en 1946 à Sherbrooke dans la province de Québec au Canada) est un pédagogue, animateur culturel, essayiste et poète québécois.

## Biographie
Gaëtan Dostie s’est intéressé très tôt à la littérature québécoise. Après avoir collaboré activement au journal des étudiants du Séminaire de Sherbrooke et au campus estrien, il signe de nombreux articles dans La Tribune, Quartier Latin, Le Devoir, Perspectives et Le jour dont il devient critique littéraire. Il a enseigné la littérature à Magog, à Pierrefonds et au Cégep de Rosemont. Après avoir été secrétaire général des Éditions de l'Hexagone en 1973, il travaille avec Hubert Aquin aux Éditions La Presse. Il fonde Media-Teq en 1976 et organise le Solstice de la poésie québécoise qui deviendra une exposition, des vidéogrammes et un catalogue en collaboration avec le Musée d'art contemporain de Montréal. Il est l’auteur de Poing commun suivi de Courir la galipote, recueil de poésie publié en 1974 qui témoigne de son emprisonnement lors de la promulgation de la loi des « Mesures de guerre » par le gouvernement Trudeau en octobre 1970. En 1976, interviewé par Paol Keineg, Gaëtan Dostie affirme dans la revue Bretagnes: "Nous sommes les premiers francophones qui n'avons jamais été colonisateurs. Le français est notre langue, ce n'est pas la langue qui a été imposée au pays". Or, les francophones ont colonisé les Amérindiens, en imposant leur langue aux premières nations. Ces phrases témoignent de l'invisibilité des autochtones et de leur histoire jusqu'à une époque récente, y compris dans les milieux intellectuels séparatistes.
En 1977, il succède à Gérald Godin aux Éditions Parti Pris où il occupe les fonctions de directeur général jusqu’en 1984. En 2014, il est récipiendaire de la Médaille de l'Académie des lettres du Québec.
Depuis 1955, il collectionne les imprimés littéraires, manuscrits et autres artefacts des Français d'Amérique du Nord. Depuis 1976, il enregistre des poètes et des écrivains lors de la lecture publique de leurs œuvres. En 2008, il fonde la Médiathèque littéraire Gaëtan-Dostie.